# Atmosfeer (astronomie)

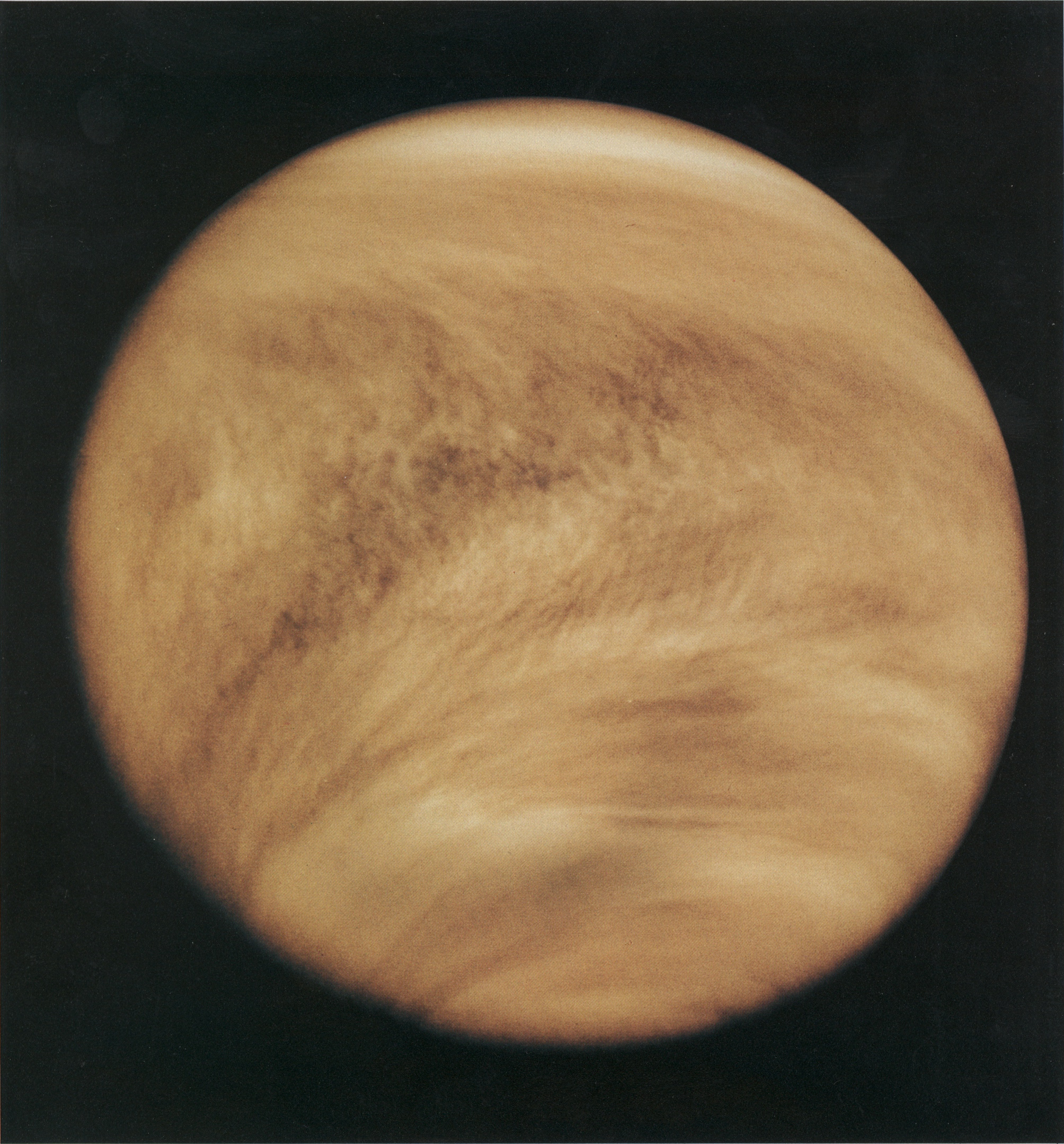
Het wolkendek van de planeet Venus

De atmosfeer is in de astronomie het totaal van de omhullende gassen die zich om een vast hemellichaam bevinden. De atmosfeer van de aarde wordt ook wel aardatmosfeer of dampkring genoemd. Ook alle andere planeten in het zonnestelsel hebben een atmosfeer. 
De gassen worden aangetrokken door het zwaartekrachtsveld van het hemellichaam en worden zo vastgehouden. De lichtere gassen, zoals waterstof, kunnen een snelheidsverdeling hebben die ten dele groter is dan de ontsnappingssnelheid. Zulke gassen zullen langzaam uit de atmosfeer verdwijnen.
Ook sterren hebben een atmosfeer, bestaande uit de fotosfeer, de chromosfeer, een overgangslaag, en de corona.

## De aardatmosfeer
De atmosfeer is een relatief dunne laag van gassen die een planeet bedekt. Onze atmosfeer, ook wel dampkring genoemd, houdt onze planeet op een comfortabele temperatuur (ongeveer 15 graden), doordat hij de warmte van de zon tot op de grond laat doordringen en verhindert dat de uitgaande warmte in de ruimte ontsnapt. De deken van lucht is dun in vergelijking met de aarde zelf. Heeft de aarde een straal van gemiddeld 6370 kilometer, de atmosfeer is gemiddeld 1000 kilometer dik. In de dampkring onderscheidt men vijf lagen: de troposfeer, de stratosfeer, de mesosfeer, de thermosfeer, en de exosfeer. Het weer speelt zich af in de laag die het dichtst bij de aarde ligt, de troposfeer. De dikte van de troposfeer varieert van 10 kilometer aan de polen tot 16 kilometer in de gebieden rond de evenaar en is de warmste en vochtigste laag van de dampkring.